# John White (színművész)
John White (Toronto, Ontario, Kanada, 1981. június 10.) kanadai színész.
Legismertebb szerepe Erik Stifler megformálása az Amerikai pite 5. – Pucér  maraton és az Amerikai pite 6. – Béta-ház filmekben.
Egy bátyja van, Kevin és két nővére, Andrea és Stephanie. Manapság Johnny White néven szerepel.

## Filmjei
- Amerikai pite 6. – Béta-ház - 2007
- Amerikai pite 5. – Pucér maraton (American Pie 5: The Naked Mile) – 2006
- Bolond ifjúság (She's Too Young) – 2004
- (Fast Food High) – 2003
- Szerelmi leckék hitetleneknek (How to Deal) – 2003
- (The Adventures of Shirley Holmes) – 1996
- Kutyám, Clyde (Johnny & Clyde) – 1995